# Dayville (Oregon)
Dayville az Amerikai Egyesült Államok északnyugati részén, Oregon állam Grant megyéjében, a 26-os út mentén helyezkedik el. A 2010. évi népszámláláskor 149 lakosa volt. A város területe 1,37 km², melynek 100%-a szárazföld.
A település 1913-ban kapott városi rangot. Itt van a Dayville-i Iskolakerület székhelye, melynek intézményeiben összesen 50 diák tanul.

## Történet
Dayville nevét a John Day-folyóról kapta. Az első postahivatal a város jelenlegi helyétől 5 kilométerre nyugatra volt.
A 19. század közepén az 1870-ben The Dalles Military Roadra keresztelt telepes-ösvény mentén helyezkedett el. Az út kötötte össze a Columbia-folyó mentén The Dallest a Canyon City-i aranybányákkal.

## Földrajz és éghajlat

### Földrajz
A Népszámlálási Hivatal adatai alapján a város területe 1,37 km², melynek 100%-a szárazföld.
A tengerszint feletti magasság 702 méter. Dayville Bendtől 201 km-re keletre, és Portlandtől 375 km-re délkeletre, a John Day-folyó déli mellékágánál helyezkedik el. Kelet-nyugati irányban áthalad rajta a 26-os út, észak-dél irányban pedig a South Fork Road. A településtől délkeletre helyezkednek el a Murderers-pataki Állami Tájvédelmi Körzet, az Aldritch-hegység és a Malheur Nemzeti Erdő egy része; délnyugatra pedig a Black Canyon Rezervátum, az Ochoco-hegység, valamint az Ochoco Nemzeti Erdő egy része.
A várostól 10 km-re délnyugatra, a 19-es és 26-os utak kereszteződésében található az indiánok kanyonfalakon talált karcolatairól elnevezett Picture Gorge. A helytől 3 km-re északra, a 19-es út mentén helyezkedik el a John Day-kövület Nemzeti Emlékműhöz tartozó Juh-szikla, valamint a Thomas Condon Paleontology Center és a James Cant-farm Történelmi Negyed és múzeum.

### Éghajlat
A térség nyarai melegek (de nem forróak) és szárazak. A Köppen-skála alapján a város éghajlata magaslati sivatagi. A legcsapadékosabb a november–január, a legszárazabb pedig a július–október közötti időszak. A legmelegebb hónap július, a leghidegebb pedig december.
| Hónap                         | Jan.  | Feb.  | Már.  | Ápr.  | Máj.  | Jún. | Júl. | Aug. | Szep. | Okt.  | Nov.  | Dec.  | Év    |
| ----------------------------- | ----- | ----- | ----- | ----- | ----- | ---- | ---- | ---- | ----- | ----- | ----- | ----- | ----- |
| Rekord max. hőmérséklet (°C)  | 18,9  | 22,8  | 26,7  | 32,8  | 36,7  | 39,4 | 43,3 | 44,4 | 40,6  | 35,0  | 26,1  | 18,9  | 44,4  |
| Átlagos max. hőmérséklet (°C) | 6,1   | 8,9   | 12,2  | 15,6  | 20,6  | 25,6 | 31,1 | 31,1 | 26,1  | 18,9  | 10,0  | 5,6   | 17,7  |
| Átlaghőmérséklet (°C)         | 0,6   | 2,5   | 5,3   | 8,1   | 15,0  | 16,4 | 20,6 | 20,0 | 15,6  | 9,8   | 4,4   | 0,0   | 9,9   |
| Átlagos min. hőmérséklet (°C) | −5,0  | −3,9  | −1,7  | 0,6   | 4,4   | 7,2  | 10,0 | 8,9  | 5,0   | 0,6   | −2,2  | −5,6  | 1,6   |
| Rekord min. hőmérséklet (°C)  | −31,1 | −28,9 | −15,6 | −10,6 | −10,6 | −3,9 | 1,7  | −1,1 | −6,1  | −15,6 | −22,8 | −30,6 | −31,1 |
| Átl. csapadékmennyiség (mm)   | 25    | 20    | 32    | 35    | 48    | 36   | 15   | 16   | 16    | 25    | 34    | 32    | 334   |
| Forrás: The Weather Channel   |       |       |       |       |       |      |      |      |       |       |       |       |       |

## Népesség

### 2010
A 2010-es népszámláláskor a városnak 149 lakója, 72 háztartása és 41 családja volt. A népsűrűség 108,8 fő/km2. A lakóegységek száma 72, sűrűségük 52,6 db/km2. A lakosok 96%-a fehér,  3,4%-a indián,    0,7%-a pedig kettő vagy több etnikumú. A spanyol vagy latino származásúak aránya 0,7% (0,7% mexikói,   )
A háztartások 19,4%-ában élt 18 évnél fiatalabb. 47,2% házas, 9,7% egyedülálló nő,  43,1% pedig nem család. 38,9% egyedül élt; 15,2%-uk 65 éves vagy idősebb. Egy háztartásban átlagosan 2,07 személy élt; a családok átlagmérete 2,86 fő.
A medián életkor 50,8 év volt. A város lakóinak 14,8%-a 18 évesnél fiatalabb, 8,1% 18 és 24 év közötti, 16,1%-uk 25 és 44 év közötti, 38,3%-uk 45 és 64 év közötti, 22,8%-uk pedig 65 éves vagy idősebb. A lakosok 53,7%-a férfi, 46,3%-a pedig nő.

### 2000
A 2000-es népszámláláskor  a városnak 138 lakója, 59 háztartása és 37 családja volt. A népsűrűség 100,7 fő/km2. A lakóegységek száma 77, sűrűségük 56,2 db/km2. A lakosok 96,38%-a fehér,  2,17%-a indián, 0,72%-a ázsiai,   0,72%-a pedig kettő vagy több etnikumú. 
A háztartások 27,1%-ában élt 18 évnél fiatalabb. 49,2% házas, 11,9% egyedülálló nő; 37,3% pedig nem család. 32,2% egyedül élt; 10,2%-uk 65 éves vagy idősebb. Egy háztartásban átlagosan 2,34 személy élt; a családok átlagmérete 3,5 fő.
A város lakóinak 24,6%-a 18 évesnél fiatalabb, 5,8% 18 és 24 év közötti, 24,6%-uk 25 és 44 év közötti, 23,9%-uk 45 és 64 év közötti, 21%-uk pedig 65 éves vagy idősebb. A medián életkor 42 év volt. Minden 100 nőre 89 férfi jut; a 18 évnél idősebb nőknél ez az arány 96,2.
A háztartások medián bevétele 30 893 amerikai dollár, ez az érték családoknál $33 438. A férfiak medián keresete $27 083, míg a nőké $25 417. A város egy főre jutó bevétele (PCI) $18 319. A családok 12,2%-a, a teljes népesség 16,1%-a élt létminimum alatt; a 18 év alattiaknál ez a szám 26,5%, a 65 évnél idősebbeknél pedig %.

## Gazdaság
A 2002-es adatok alapján a legnagyobb foglalkoztatók a Dayville-i Iskolakerület, a Dayville Merc üzlet, két kávézó és egy benzinkút.
A helyi presbiteriánus templom 1970 óta nyújt szállást a TransAmerica hálózatán érkező kerékpárosoknak.

## Fordítás
Ez a szócikk részben vagy egészben  a   Dayville, Oregon című angol Wikipédia-szócikk ezen változatának fordításán alapul.  Az eredeti cikk szerkesztőit annak laptörténete sorolja fel. Ez a jelzés csupán a megfogalmazás eredetét és a szerzői jogokat jelzi, nem szolgál a cikkben szereplő információk forrásmegjelöléseként.